# Gymnopleurus cyaneus
Gymnopleurus cyaneus es una especie de escarabajo del género Gymnopleurus, familia Scarabaeidae. Fue descrita científicamente por Fabricius en 1798.
Se distribuye por la región oriental. Habita en India (Madhya Pradesh, Guyarat, Kerala, Uttarakhand, Tamil Nadu, Karnataka, Himachal Pradesh, Uttar Pradesh, Haryana, Andhra Pradesh, Maharashtra, Odisha, Chhattisgarh, Rayastán), Sri Lanka y Pakistán.

## Descripción
Esta especie es ovalada y menos convexa, tiene una longitud media de unos 8 a 12 milímetros. El cuerpo es verde metalizado y brillante. Posee un brillo azul o violeta en el dorso. La cabeza es ligeramente rugosa y perforada en el frente. El pronoto es liso, muy corto y convexo, así como escasamente perforado. En los élitros se divisan surcos profundos en la base. El macho tiene la tibia delantera plana, mientras que la hembra tiene la tibia delantera aguda y delgada.